# Philippe Anciaux
Pour les articles homonymes, voir Anciaux.
Philippe Anciaux est un auteur-compositeur-interprète belge né au Congo le 19 octobre 1948.

## Biographie
Sa carrière commence en 1976 lorsqu'il remporte le Grand Prix et le Prix de la Presse au Grand Prix de la Chanson wallonne avec Il cinse di Prasles. À partir de ce moment, il occupera avec bonheur et de sa forte stature le paysage de la chanson francophone belge et il marquera les enfants en les accompagnant dans la création de la chanson "tranche de pain" avec les élèves de l'école communale de Wanze. Mais au début des années 1990, la chanson de paroles n'y trouve plus tout à fait sa place, et Anciaux se retire de la scène, malgré quelques rares apparitions. Il devient alors directeur-animateur du Centre culturel de Seraing. Il reste accroché à la bonne Hesbaye qui l'a séduit en décidant d'y établir son domicile (à Braives).
En 2006, il participe comme acteur au film La Raison du plus faible de Lucas Belvaux.

## Discographie
- 1977 : Ça reste à prouver (disque commun avec Jacques-Ivan Duchesne et Colette Nicolas)
- 1978 : Survivre à Couvin (disque collectif)
- 1978 : IMPP
- 1980 : Julie
- 1983 : Si la vie
- 1986 : Coquin cafard
- 1991 : Trajets (disque commun avec Jean-Claude Piérot)
- 2014 : Line. Cathy. Les mots émois